# Solo (дебетова картка)
Solo — дебетова картка у Великій Британії, введена як споріднена вже існуючій картці Switch. 
Запущена в обіг 1 липня 1997 картковою системою Switch та розроблялася для використання з банківськими вкладами, а також для видачі клієнтам, яким по внутрішнім вимогам неможливо було видавати картки Switch (або, пізніше, Maestro) до поточних рахунків, наприклад, підліткам. 
Карткова система Solo проіснувала до 31 березня 2011, коли і була скасована. 